# Leichtathletik-Weltmeisterschaften 2022/Teilnehmer (Sambia)
| Goldmedaillen | Silbermedaillen | Bronzemedaillen |
| ------------- | --------------- | --------------- |
| —             | —               | —               |

Der Leichtathletikverband Sambias nahm an den Leichtathletik-Weltmeisterschaften 2022 in Eugene mit jeweils einer Athletin und einem Athleten teil.

## Ergebnisse

### Männer

#### Laufdisziplinen
| Athlet           | Disziplin | Vorlauf | Vorlauf | Halbfinale | Halbfinale | Finale | Finale |
| Athlet           | Disziplin | Zeit    | Platz   | Zeit       | Platz      | Zeit   | Platz  |
| ---------------- | --------- | ------- | ------- | ---------- | ---------- | ------ | ------ |
| Muzala Samukonga | 400 m     | 45,82 s | 15      | 45,02 s PB | 09         | DNQ    | DNQ    |

### Frauen

#### Laufdisziplinen
| Athletin         | Disziplin | Vorlauf | Vorlauf | Halbfinale | Halbfinale | Finale | Finale |
| Athletin         | Disziplin | Zeit    | Platz   | Zeit       | Platz      | Zeit   | Platz  |
| ---------------- | --------- | ------- | ------- | ---------- | ---------- | ------ | ------ |
| Niddy Mingilishi | 400 m     | 52,84 s | 37      | DNQ        | DNQ        | –      | –      |